# Səlahət Ağayev
Səlahət Ağayev (Füzuli, 4 novembre 1991) è un calciatore azero, portiere del Qəbələ.

## Carriera

### Club
Ha giocato nella massima serie azera con le maglie di Inter Baku, MOIK Baku e Sumqayit.

### Nazionale
Ha esordito in nazionale nel 2010.

## Palmarès

### Club

#### Competizioni nazionali
- Campionato azero: 1

Neftçi Baku: 2020-2021
- Birinci Divizionu: 1

Qəbələ: 2024-2025